# Ян ван дер Гейден
Ян ван дер Гейден (нід. Jan van der Heyden; 5 березня 1637, Горінхем (Горкум) — 28 березня 1712, Амстердам) — нідерландський художник епохи бароко і винахідник.

## З життя і творчості
Народився у місті Горінхем. Ян ван дер Гейден здобув освіту як художник по склу та вітражист, починав у рідному місті. Близько 1650 року родина перебралася на проживання в Амстердам. Вони мешкали на площі Дам (Дамба на річці), котру він малюватиме пізніше.

## Ефект амстердамських пожеж
В молоді роки він мимоволі став свідком пожежі, страшне видовище руйнації будинку старої ратуші справило на майбутнього художника сильне враження. Інтерес до феномену пожежі він зберіг на усе життя. Він звертався до замальовок пожеж у різних районах Амстердама близько вісімдесяти разів.
Розгорнувся і винахідницький талан художника, що мав брата Ніколаса, котрий став інженером-гідротехніком. Ян ван дер Гейден зробив удосконалення пожежної помпи та пожежного шлангу.
Разом із братом художник заснував майстерню з виготовлення нових пожежних помп, що зробило їх продукцію популярною, а їх обох багатими.

## Художник і винахідник
Ян ван дер Гейден відомий також і як винахідник — йому належить проект вуличного освітлення Амстердама за допомогою масляних ліхтарів, що застосовувався в столиці Нідерландів у період з 1669 по 1840 року. Крім того, він багато працював над технічним і організаційним удосконаленням роботи пожежних служб Амстердама. Так, у 1700 році Ван дер Гейден видав Brandspuyten-boek, що стало першою науковою інструкцією з боротьбі з пожежами. Також займався питаннями механіки — зокрема, 1690 року вийшов друком створений ним підручник з механіки з власними ілюстраціями автора.

## Художник міських краєвидів
Пізніше працював практично виключно як живописець архітектури — будинків і різних монументальних пам'яток столиці. Малював види площ, каналів, вулиць, а також численні амстердамські церкви, собори, палаци, будинки багатих городян і громадські будівлі. Деякий час живописець жив і працював в Англії.
Вважали, що він був дещо слабким як художник. Тому сам малював споруди і їх перспективні скорочення, а фігури і деякі деталі довіряв створювати хдожникам-колегам. Серед його колег-помічників — Йоганнес Лінгельбах, Адіан ван де Вельде, Еглон ван дер Нір.

## Власна родина і смерть
Відомо, що 1661 року він узяв шлюб. Родина мешкала у модному тоді районі на каналі Херенграхт. Він виборов матеріальний успіх і помер цілком забезпеченим у 1712 році, бо був суперінтендантом уличного освітлення та головним керівником гільдії пожежників міста Амстердам.

## Вибрані твори художника

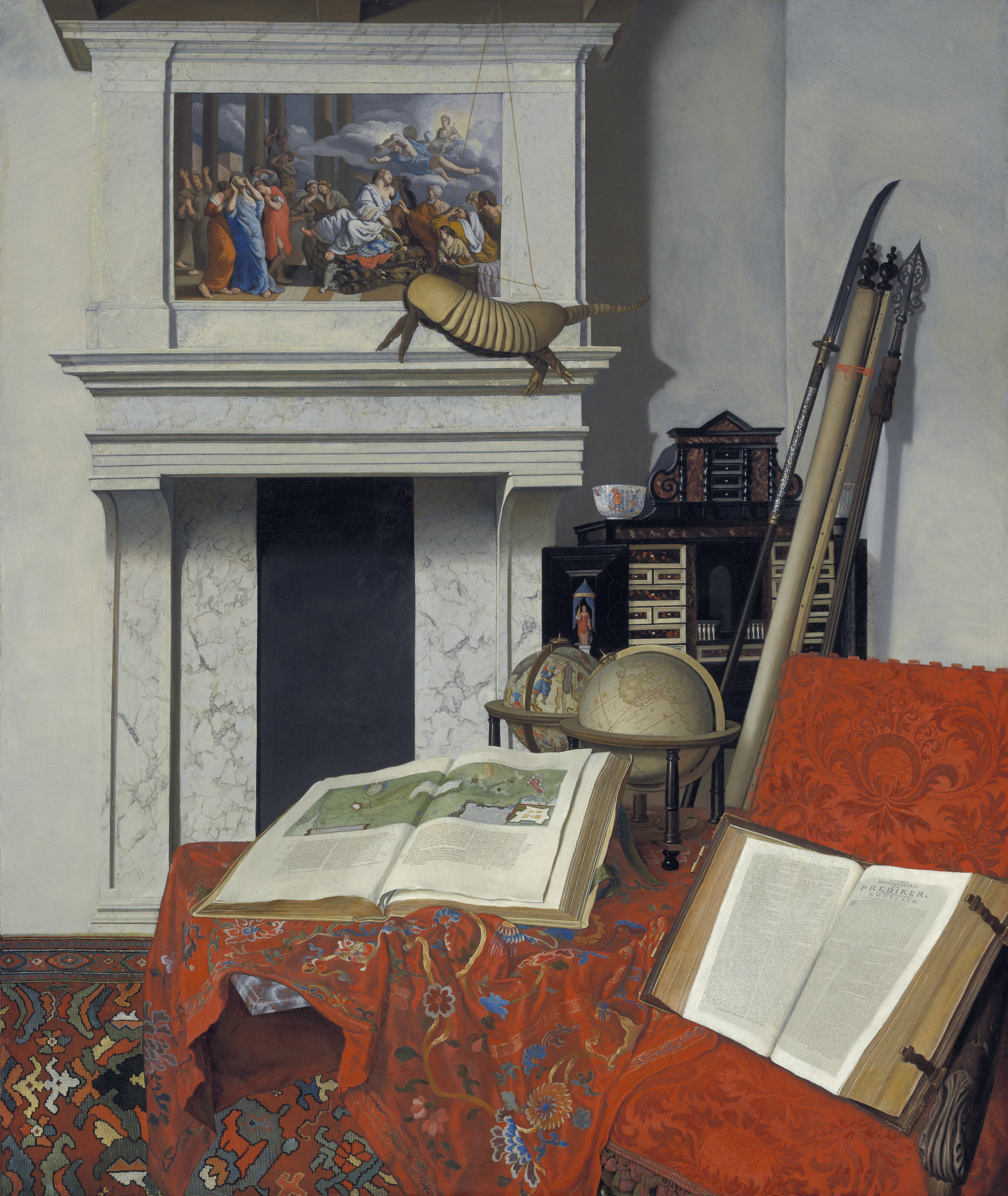
«Кабінет курйозів», (1712)

- «Фасад Вестеркерк на канал, Амстердам»
- «Шлях через село», (1667)
- «Міська брама і церква Сан Северін, Кельн», Державний музей, Амстердам
- «Площа біля Малої вежі, Амстердам»
- «Стара церква у Амстердамі, південний фасад», Мауріцхейс
- «Вид на канал Геренграхт», (1670)
- «Площа Дам у Амстердамі», (1668
- «Краєвид Делфта», (1670)
- «Геренграхт, Амстердам», (1670)
- «Кабінет курйозів», (1712)

## Галерея

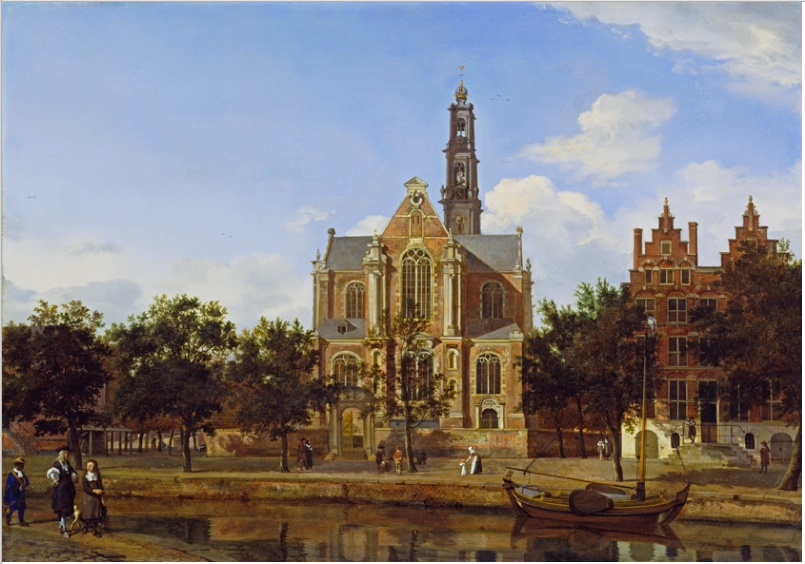
"Фасад Вестеркерк на канал, Амстердам "

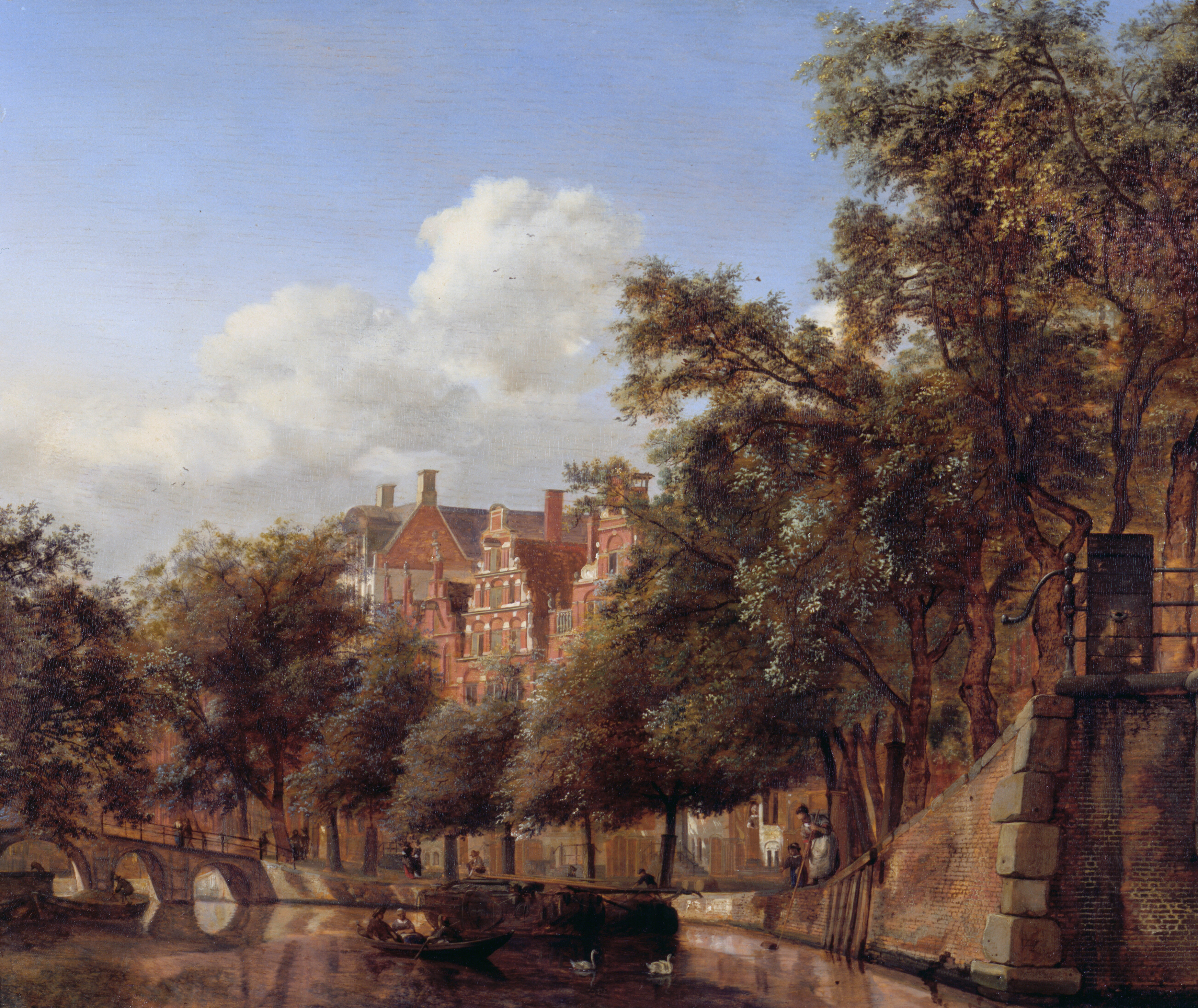
Вид на канал Геренграхт, Амстердам (1670)
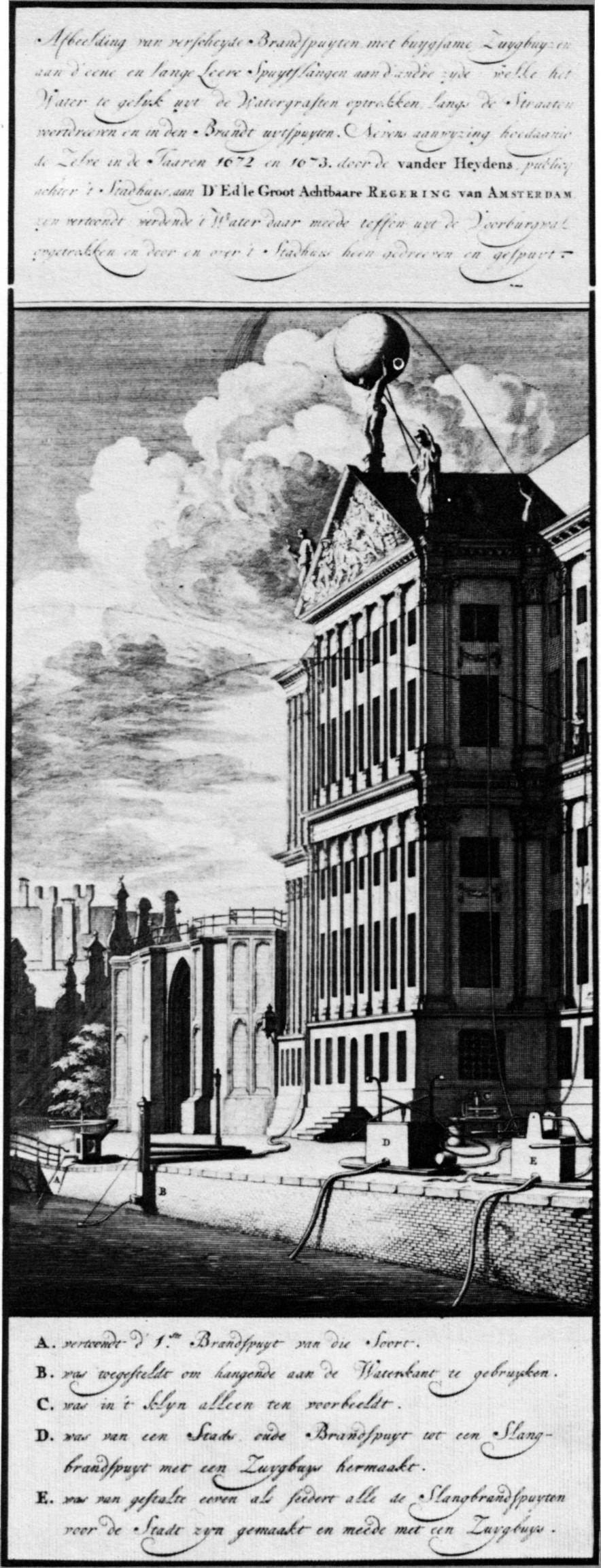
Ілюстрації з Brandspuyten-boek (2-е видання, 1735)
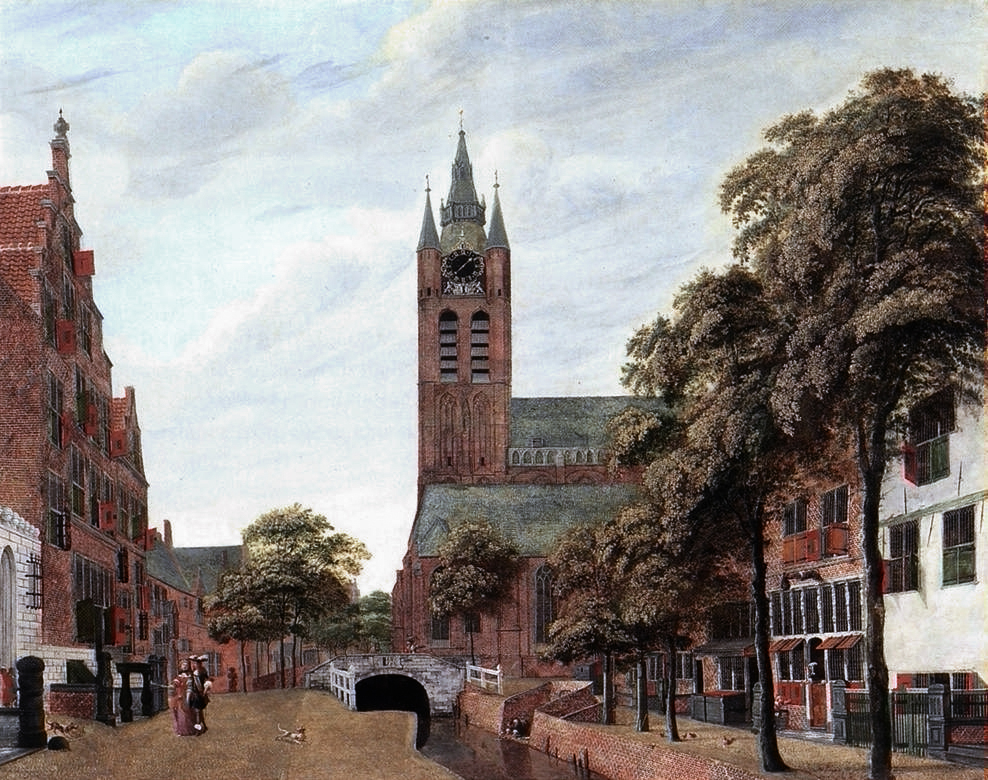
Краєвид Делфта (1670)
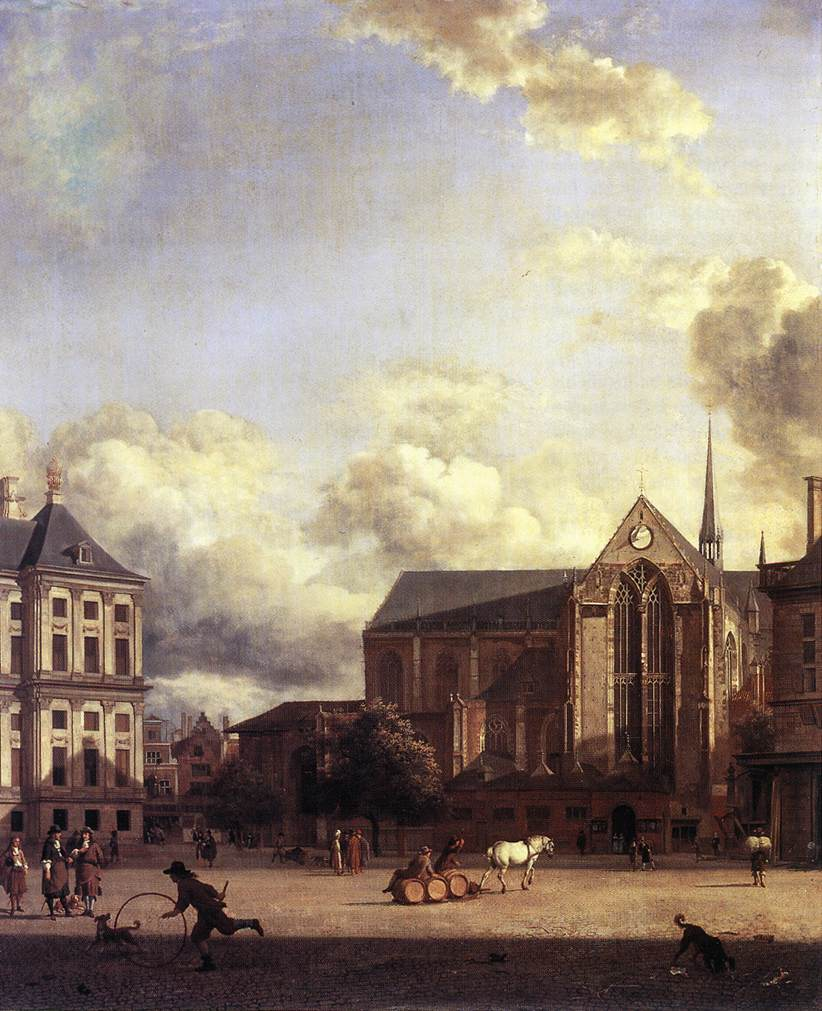
Площа Дам у Амстердамі (1668)